# Maison Carrée

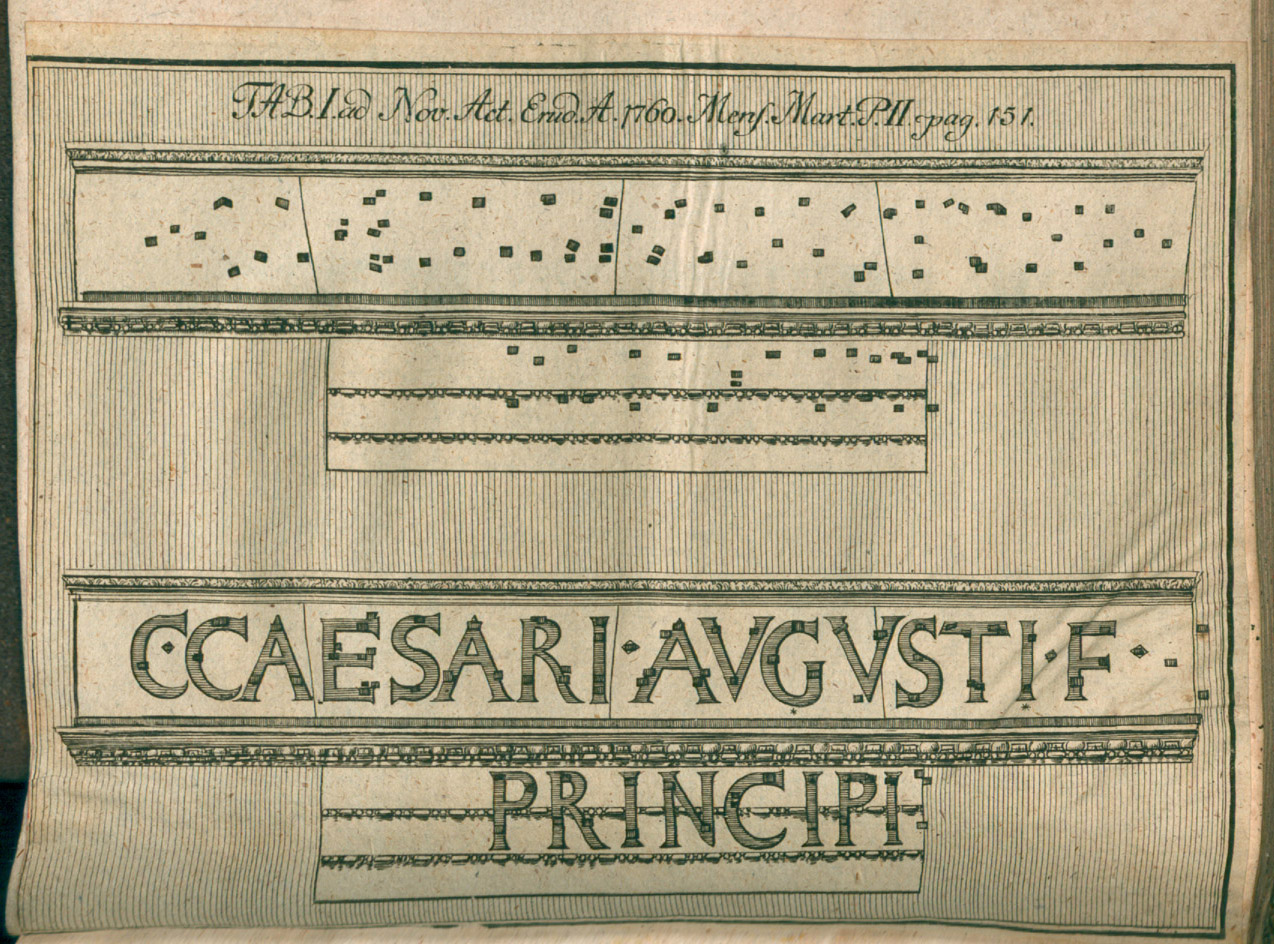
Il·lustració de la revisió a Dissertation sur l'ancienne inscription de la Maison-Carrée de Nismes (Acta eruditorum, 1760)

La Maison Carrée (en francès, literalment, 'Casa Quadrada'; en occità "Ostau Cairat") és un temple romà dels primers anys de la nostra era que es troba a Nimes a la regió frances d'Occitània. És un dels temples més ben conservats del tot el món romà de manera que se cita contínuament com un dels exemples més destacats de l'arquitectura romana. Ha exercit una influència molt considerable en la història de l'arquitectura occidental i són nombrosos els edificis que d'una manera o altra l'han tingut com a referent.
La Maison Carrée i l'amfiteatre, que també ha arribat als nostres dies en molt bon estat de conservació, són els principals monuments de la ciutat de Nimes.

## Descripció
Situat al centre de la plaça de la Maison Carrée, es pot guaitar perfectament des de tots els punts de vista.
La urbanització de la plaça, concebuda el 1820, ha estat molt respectuosa amb l'arquitectura del temple. La construcció del Carré d'Art, edifici concebut per Norman Foster (1984-1993) que ocupa un dels costats de la plaça, va comportar algunes reformes en el seu planejament per tal de preservar l'harmonització de l'arquitectura romana amb la contemporània.
Ja en origen, aquest temple presidia el fòrum de Nemausus i era el principal lloc de culte de la ciutat. Es trobava dominant la plaça porxada del Fòrum des d'una plataforma elevada situada al costat sud, de manera que el frontis està orientat vers el nord. Dels fonaments dels porxos del Fòrum se'n coneixen algunes restes.
De planta rectangular, s''aixeca sobre un podi (pòdium) d'uns 2,6 metres d'alçada amb escala d'accés per la part frontal (l'actual no és l'original si no que es deu a la restauració de 1820).
El perímetre del temple fa 26,4 metres de llarg per 13,5 metres d'ample. L'alçada màxima de l'edifici és d'uns 17 metres. Totes les seves parts estan harmoniosament proporcionades.
És un temple hexàstil, és a dir, amb sis columnes a la façana principal. Consta de pòrtic i cel·la amb semicolumnes adossades a les parets, de manera que és també un edifici pseudoperípter. Hi ha 11 columnes o semicolumnes per costat.
Les columnes són d'estil corinti. i d'uns 9 metres d'alçada. Suporten un entaulament descompost en arquitrau, fris i cornisa. La decoració del fris és a base d'una sanefa de fulls d'acant.
A l'entaulament del frontis hi havia, originalment, una inscripció feta amb lletres de bronze que deixava constància de la dedicació del temple. Les lletres es van perdre però romanen els forats que es van fer per clavar-les. Gràcies a aquests forats, el 1758 l'erudit Jean-François Séguier va aconseguir reconstruir la inscripció original, que deiaː
C CAESARI AUGUSTI F COS L CAESARI AUGUSTI F COS DESIGNATO PRINCIPIBUS IUVENTUTIS
És a dir, que el temple era dedicat a la glòria dels dos afillats de l'emperador August, els cònsols Caius Julius Caesar i Lucius Caesar que van ser designats prínceps de la joventut.
La coberta és a dues vessants. La teulada actual és feta al segle xx seguint el sistema romà de Tègula i ímbrex, l'ús original del qual va ser testimoniat per les intervencions arqueològiques.
No s'ha conservat res de l'interior de la cella, que ha tingut diversos usos.A partir de 1821 va acollir el museu de la localitat. Des de l'any 2006 s'hi ha habilitat una sala de projeccions on s'hi projecta una pel·lícula sobre la història de la ciutat i la construcció del temple.

La construcció és feta amb pedra obtinguda de les pedreres de Lens, prop de Nimes. És una pedra calcària molt blanca encara que és molt possible que en origen hagués estat policromada.

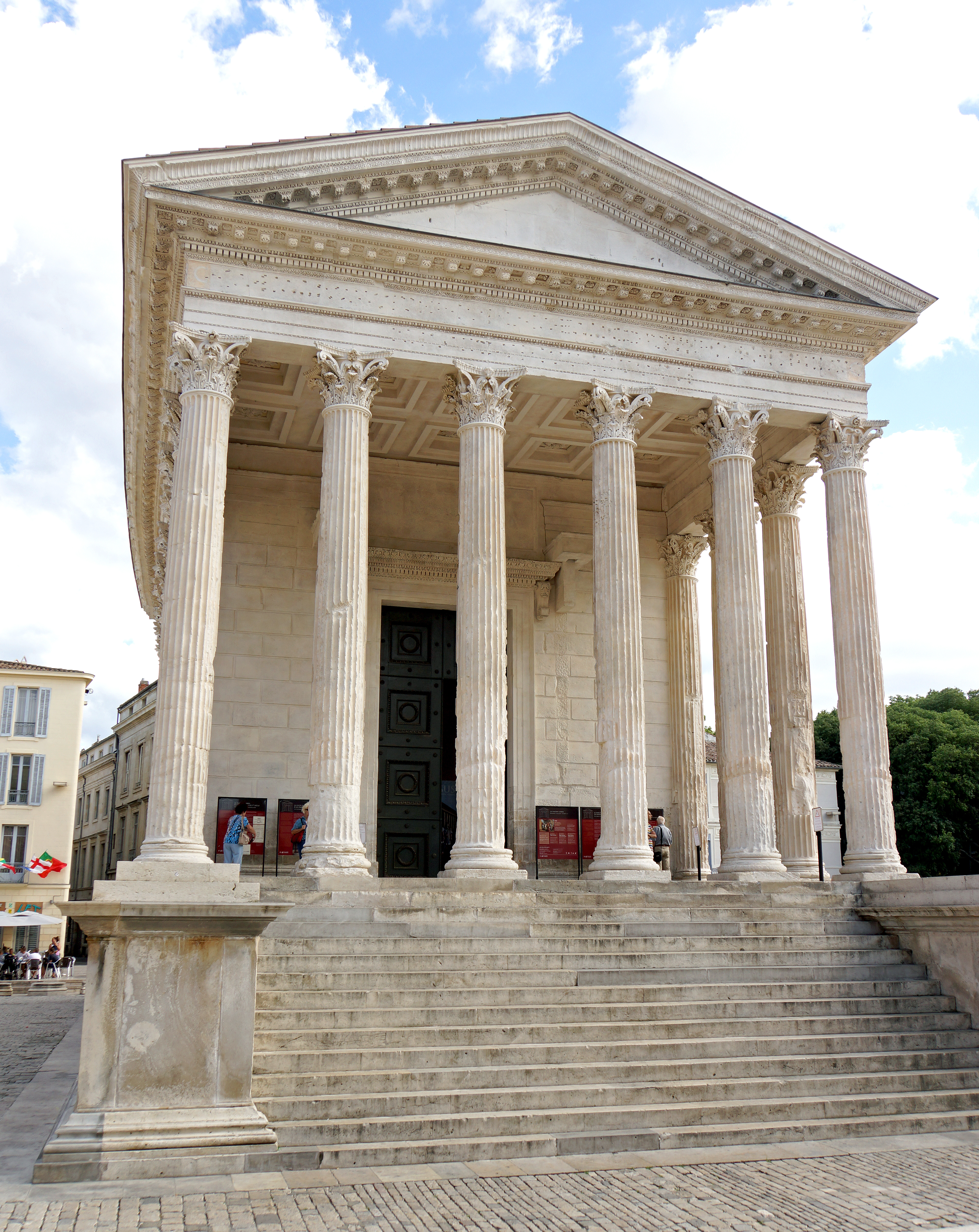
Vista frontal del temple

## Història.
L'emperador romà August va voler fer de Nemausus una colònia promotora de la romanitat al sud de la Gal·lia. La Maison Carrée va ser el segon lloc de Nemausus dedicat al culte imperial. L'altre era l'Augusteum que es trobava al santuari de la font sagrada.
La dedicació de la Maison Carrée als afillats d'August, prínceps de la joventut, expressa clarament la vinculació de la colònia a la familia imperial.
Entre els anys 25 i 10 aC es va iniciar la construcció d'un primer Fòrum que es va replantejar completament tot seguit per donar lloc a la construcció del recinte presidit per la Maison Carrée. Es creu que l'obra de construcció es va completar vers l'any 4 o 5 de la nostra era, tenint en compte que Lucius Caesar i Caius Julius Cesar, els afillats d'August a qui estava dedicat aquest temple, van morir l'any 2 dC i l'any 4 dC respectivament.
Es creu així mateix que el culte imperial es va mantenir en aquest temple fins a la fi de l'imperi. Durant l'Edat Mitjana es va transformar en residència particular i el seu aspecte exterior va resultar molt alterat. També l'interior, que va ser compartimentat. A mitjans del segle xvi era considerada una de les cases més notables de Nimes.
Una menció en la documentació del segle xii l'anomena Capitolium. La denominació Maison Carrée (casa quadrada) apareix al segle xvi (concretament el 1548) i no s'ha d'interpretar literalment si no en el sentit que es tracta d'una construcció molt ben escairada
L'any 1673, Lluís xiv va decidir de construir una església a l'interior de la Maison Carrée i la va cedir als Agustins. Paral·lelament es van enderrocar algunes cases de l'entorn. Aquests enderrocs van posar en evidència la valor de la Maison Carrée com a monument històric. Artistes com Hubert Robert també la van representar, i va restituir la monumentalitat original en una pintura de 1783 que es conserva a l'Ermitage de Sant Petersburg.
Al voltant del canvi del segle xviii al xix, abans i després de la Revolució Francesa, es van promoure projectes per ordenar l'entorn. Això va conduir a les primeres excavacions arqueològiques (1820-21), a la restauració del monument (amb la reconstrucció del podi i el pòrtic) i al disseny de la plaça actual. L'interior de la cella va ser ocupat pel Museu d'art de la localitat, que hi va romandre des de 1821. El 1840 va ser catalogada com a monument històric.
La construcció del Carre d'Art, obra de l'arquitecte Norman Foster (1984-1993), va comportar una remodelació parcial de l'entorn de la Maison Carrée.
El monument va ser acuradament netejat i restaurat entre els anys 2006 i 2010.